# Zarza de Montánchez
Zarza de Montánchez es un municipio y localidad española de la provincia de Cáceres, en la comunidad autónoma de Extremadura. El término municipal tiene una población de 519 habitantes (INE 2024).

## Geografía física
El término municipal de Zarza de Montánchez limita con:
- Salvatierra de Santiago al norte;
- Robledillo de Trujillo y Escurial al este;
- Almoharín al sur;
- Valdemorales al suroeste;
- Torre de Santa María al oeste.

Por el municipio discurre el río Tamuja.

## Historia
En Zarza de Montánchez se halló una estela decorada en granito con grabados representando una figura humana, un escudo, una espada, una lanza, un casco, un espejo y un carro. Están datados en la Edad del Bronce (siglos IX-VIII a. C.).
A la caída del Antiguo Régimen la localidad se constituye en municipio constitucional, entonces conocido como Zarza, en la región de Extremadura, desde 1834 quedó integrado en el partido judicial de Montánchez. En el censo de 1842 contaba con 240 hogares y 1315 vecinos. La localidad aparece descrita en el decimosexto volumen del Diccionario geográfico-estadístico-histórico de España y sus posesiones de Ultramar de Pascual Madoz de la siguiente manera:

ZARZA DE MONTANCHES: l. con ayunt. en la prov. y aud. terr. de Cáceres (6 leg.), part. jud. de Montanches (2), dióc. de Llerena (10), c. g. de Estremadura (Badajoz 17): sit. en un valle á la falda de la sierra bastante elevada de San Cristóbal, que lo pone á cubierto de los aires del E. y S.; reina el N. con clima frio, y se padecen las estacionales. Tiene 228 casas de un solo piso, en una plaza y calles irregulares sin empedrado; casa de ayunt.; escuela dotada con 4,000 rs. de los fondos públicos, á la que asisten 64 niños de ambos sexos; igl. parr. (San Miguel), curato de primer ascenso, de provision de S. M. á propuesta del Tribunal Especial de las Ordenes Militares, como perteneciente á la de Santiago, una ermita casi arruinada y el cementerio. Confina el térm. por N. con el de Salvatierra; E. Robledillo de Trujillo; S. Valdemorales, y O. Torre de Sta. Maria, y comprende 3,500 fan. roturadas, y 2,600 montuosas: de las primeras son 1,000 para trigo, y de estas, 450 de escelente y pingüe calidad, el resto centeneras. Le baña el r. Tamuja, que nace en este térm. á la falda de la citada sierra de San Cristóbal y corre al N. El terreno participa de valle y cerros pedregosos; la parte de sierra que le pertenece, abunda en buenos pastos para el ganado vacuno y cabrio, la deh. boyal para ovejas y cerdos, y la parte del E. para encinas y robles, que se crian pronto y con robustez. Los caminos son vecinales: el correo se recibe en Montanches por el conductor del part. prod.: centeno, trigo, cebada, garbanzos, altramuces, vino, aceite, verduras, lino y melones; se mantiene ganado de cerda, lanar, cabrio y vacuno, y se cria caza menuda. ind. y comercio: telares de colchas de colores de lino y lana, fáb. de cestos de mimbre, 5 molinos harineros y uno de aceite; se esportan los granos y ganados. pobl.: 240 vec., 1,315 alm. cap. prod.: 681,500 rs. imp.: 34,075. contr.: 4,974. presupuesto municipal: 9,233, del que se pagan 2,800 al secretario, y se cubre con los fondos de propios y algunos arbitrios.
(Madoz, 1850, p. 661)

## Demografía
Zarza de Montánchez cuenta con una población de 519 habitantes (INE 2024).
| Gráfica de evolución demográfica de Zarza de Montánchez entre 1842 y 2021                                                                                   |
| |
| Población de derecho según los censos de población del INE Población de hecho según los censos de población del INEEn este censo se denominaba Zarza: 1842. |

## Servicios públicos

### Educación
El colegio público de la localidad forma parte del CRA Orden de Santiago, un colegio rural agrupado fundado en 1994 y del que también forman parte Albalá, Montánchez, Salvatierra de Santiago y Torre de Santa María.

### Sanidad
Hay un consultorio local en la calle Alameda. Zarza de Montánchez pertenece a la zona de salud de Valdefuentes dentro del área de salud de la capital provincial.

## Patrimonio

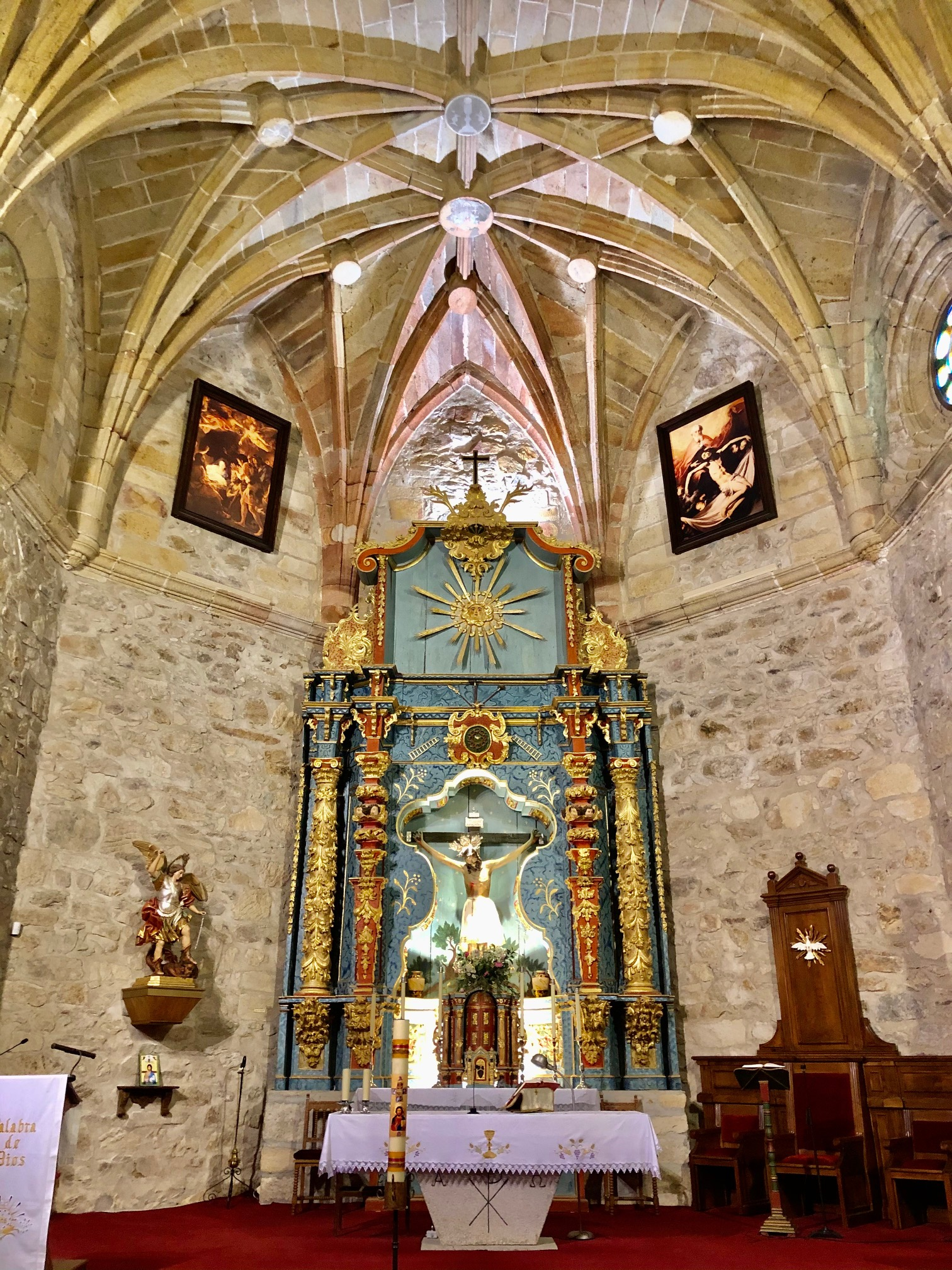
Iglesia de San Miguel Arcángel

Tiene en su término municipal uno de los ejemplares de encina de mayor tamaño del mundo y uno de los árboles más importantes de España: la encina la Terrona.
También son monumentos destacables la iglesia de San Miguel Arcángel, la ermita de San Salvador o Fuente Santa, las cruces de camino —la de la iglesia y la de Retamar— y un puente que puede datar del siglo XVIII conforme a la información publicada en “Zarza de Montánchez. Vivencias de un pueblo”. Según el IPEX. Inventario de Puentes de Extremadura está datado en el período comprendido entre los siglos XVI y XVIII, para el paso del ganado, cobrando por ello un pontazgo..

## Cultura

### Festividades
Las principales festividades de Zarza de Montánchez son:
- Fiesta del Pan y Queso, 19 de enero;
- Conmemoración de la Encina Terrona, el Sábado Santo;
- Romería de la Virgen de Fátima, 13 de mayo;
- Semana Cultural, del 7 al 13 de agosto(fiestas de verano)
- El Cristo, 14-15 de septiembre;
- San Miguel Arcángel, 29 de septiembre.

### Tradiciones
Este municipio cuenta con un juego tradicional conocido como las bolas, al que solamente se juega en la segunda quincena del mes de septiembre.